# Mark A. Sammut
Mark A. Sammut (* 1973 Malta) je maltský spisovatel. 

## Život
Je starším synem maltského spisovatele Franse Sammuta a Catherine roz. Cachiové. Studoval na St Monica School, Stella Maris College, lyceu Vassalli, a na lyceu GF Abela. Dále pokračoval ve studiu na Maltské univerzitě, kde dosáhl titulů LL.D., M.Jur. (summa cum laude) a M.A., na University of London (University College London a na London School of Economics and Political Science), kde obdržel titul LL.M.

### Zapojení do politiky a dalších aktivit
Sammut byl místním zastupitelem (1993–1996), členem správní rady Co-Operative Societies Board Archivováno 16. 11. 2015 na Wayback Machine. (1997–1998), tajemníkem maltské notářské rady (2000–2003), honorárním konzulem Lotyšska (2001–2006) a předsedou asociace pro maltský jazyk Maltese Language Association – University Ghaqda tal-Malti Università (2007–09). Sammut byl několik let politicky aktivní (1993–2003) a od roku 1996 byl členem maltské labouristické strany. Je členem Královské historické společnosti – Royal Historical Society, European Society for Comparative Legal History a Maltské historické společnosti.
Od roku 2014 do roku 2016 Sammut přednášel na Maltské univerzitě dějiny maltského trestního práva.
Od roku 2017 Sammut psal pravidelné stanovisko k nedělnímu vydání The Malta Independent.

## Publikace

### Knihy
- Stručné dějiny Lotyšska/L-Istorja tal-Latvja fil-Qosor (Malta, 2004)[3]
- Il-Liġi, il-Morali, u r-Raġuni (Právo, morálka a rozum) s profesorem Giuseppem Mifsudem Bonnicim, bývalým soudcem Evropského soudu pro lidská práva a bývalým předsedou maltského ústavního soudu (Malta, 2008)[4]
- (Příspěvek) Oblast Středomoří: různé pohledy, společné cíle (Ministerstvo obrany Itálie, 2010)
- Právo konzulárních vztahů (XPL, Velká Británie, 2010),[5] používaná univerzitou Vytautas Magnus University, Kaunas, Litva jako doporučená literatura[6]
- (Editor a spoluautor) Malta u Evropského soudu pro lidská práva v letech 1987–2012, s Patrickem Cuignetem a Davidem A. Borgem, s příspěvky Prof. Kevina Aquiliny (děkana Právnické fakulty Maltské univerzity University of Malta), soudce Giovanni Bonello, a poslankyně Evropského parlamentu Dr. Therese Comodini Cachia. (Malta, 2012)[7][8]
- The Law in All Its Majesty: Essays in Maltese Legal History and Comparative Law (Russell Square Publishing, London, 2016)[9]

### Další publikace
Sammutův překlad knihy Guze' Bonniciho La Pazza byl pochvalně zmíněn profesorem Charlesem Briffou v jeho knize o maltské literatuře (Il-Letteratura Maltija: L-Istorja tan-Narrattiva, Malta University Press, 2008).
Sammut napsal různá pojednání o Codice Municipale di Malta a dalších tématech týkajících se dějin a teorie práva.